# أيام التحدي (فلم)
أيام التحدي فيلم مصري إنتاج عام 1985 بطولة ليلى علوي، فريد شوقي ، سمير غانم ،ومن إخراج عدلي يوسف. وهو أول فيلم يخرجه.

## قصة الفيلم
يروي الفيلم قصة موظفة تعاني من غيرة زوجها الشديدة، وارتيابه الشديد فيها، لذا تحدث العديد من المواقف الطريفة، والمضحكة إلى أن تتأزم الأمور بشدة، عندما يتخيل وجود علاقة بينها، وبين رئيس عملها، ويسعى إلى الانتقام ردا لشرفه، ولكرامته الجريحة حسب وجهة نظره.

## القصة كاملة
يعود ادهم صالح(سمير غانم)من انجلترا ليجد ان والده قد مات وان اخته فوزية(ليلى علوى) في السجن في قضية آداب، ويكتشف ان والده مديون بمبلغ كبير وأن أملاكه مرهونة لدى شريكه العيسوى(فريد شوقى)، ويعلم ادهم ان والده قد شارك العيسوى بمعرض للسيارات وأخذ منه اربع سيارات، ولكن السيارات تمت سرقتها، ويصبح مديونا بثمنهم
وهو٧٠ ألف جنيه، وقد أخذ العيسوى منه ماكان يملك من عمارات رهنا للدين، وبذلك أصبح لزاما على ادهم تسليم العمارتين للعيسوى.
يلتقي ادهم بصديق الطفولة حسن(احمد بدير) والذى يعمل في تصليح الأجهزة الكهربائية والذي كان يساعد ام ادهم اثناء سفره للخارج ، كما انه يؤمن ببراءة فوزية ويرغب في الزواج منها. يزور ادهم اخته فوزية
بالسجن والتى خافت لقاءه وحاولت الاختباء فسقطت من سلالم السجن وأصيبت بالشلل، وافرج عنها إفراج صحى، وعلم منها ان المرجوشى (حسن حسين) صديق ابيه قد ألحقها بالعمل عند صديقه سليمان(رأفت راجى) والذى ارسلها بأحد الملفات لعميل له كانت شقته مشبوهة، وتم القبض عليها هناك ودخلت السجن بقضية آداب ظلما.
لم تتحمل فوزية الظلم فطلبت من امها(عزيزة حلمى) فستان ابيض وطرحه لترتديهما وتموت لتوها.حاول ادهم ان يعرف اسرار العيسوى واتباعه، فبحث وتحرى عنهم وعلم ان العيسوى يتاجر في المواد المنتهية الصلاحية ويستورد سيارات مسروقة بأسماء أناس آخرين حتى اذا ما تم ضبط الشحنة يتم سجنهم بدلا من العيسوى، ويكتشف أن نرجس(إيمان) صديقة العيسوى تعرف كل أسراره، فيحاول ادهم التقرب إليها وإيهامها انه يحبها حتى يدخل منزلها، ويكتشف أوراق تدين العيسوى وتدل
على كل عملياته المشبوهه، ويبلغ الشرطة التى قبضت على المرجوشى تاجر المواد المنتهية الصلاحية، وعثمان(حسين الشربينى) تاجر السيارات، بينما ينجو العيسوى والذى يصاب بمصيبة أكبر، إذ أن إبنه الوحيد هانى(خالد منير) الشاب الذى وهبه الله له بعد حرمان من الإنجاب فترة طويلة،قد أصيب بسرطان العظام، ولكى يعالجه في الخارج يضطر الى تصفية أعماله وأخذ قروض من البنك مقابل بضاعة فاسدة قام ببيعها من وراء البنك، كما يبيع الشقة التى تقيم فيها صديقته نرجس ويطردها،كما يبيع شقة عثمان واخته نجوى(نهلة رإفت)، ويجمع الأموال اللازمة، ولكن بعد فوات الآوان فإن الله يمهل ولا يهمل فقد مات هانى، وترك العيسوى كل مايملك وهام على وجهه،يحوم حول المساجد يستجدى من المولى الغفران.

## طاقم التمثيل
| - فريد شوقي: العيسوي - سمير غانم: أدهم - ليلى علوي: فوزية - إيمان: نرجس - أحمد بدير: حسن | - حسين الشربيني: عثمان - عزيزة حلمي: أم أدهم - سميحة توفيق: بهيجة - حسن حسين: المرجوشي - مدحت غالي: الدكتور | - نهلة رأفت: نجوى - سعيد الصالح - سيف الله مختار: مفتش البلدية - يوسف فوزي: فوزي - أمل إبراهيم | - أحمد أبو عبية: الدكتور - رأفت راجي - سيد دعبس - أحمد مصطفى - عمران بحر. |

## طقم عمل
| - إخراج : سمير حافظ - سيناريو وحوار:- عزت الحريري. - جميل عزيز: مهندس الصوت - علي أمين: الصوت - عبدالغني الجمل: مسجل الصوت - محمد سليمان: مساعد الصوت - إبراهيم طاهر: مساعد الصوت - سمير ابو الحلجان: مساعد الصوت - فتحي داود: مونتير - منى الأرناؤوطي: مركب الفيلم | - عماد عمر: مركب الفيلم - مارسيل صالح: نيجاتيف - تامي فيلم (عدلي يوسف): منتج - صلاح عمران: مدير الإنتاج - عزت فهمى: مساعد منتج - طلعت السيد: منتج منفذ - سيد محمد: ماكيير - إسماعيل عبدالحميد: مساعد ماكيير - طلعت أحمد (طلعت علي أحمد): مصفف الشعر - هاني الشافعي: ماكيير | - عدلي يوسف: مخرج - ملاك أندراوس: مخرج مساعد - محمد عبدالحق: سكريبت - سيد توفيق: كلاكيت - سعد عبدالرحمن: مدير عام المعامل - صلاح عبدالحليم: مدير معامل مدينة السينما - ماجد موسى: مصحح الألوان - جابر عبدالسلام: مؤلف - حمدي عباس: سيناريو وحوار | - غنيم بهنسي: مدير التصوير - يحيى عباس: مساعد مصور - أفلام مصر العربية (واصف فايز): موزع - أفلام محمد عمارة: موزع خارجي - عمر خيرت: موسيقى تصويرية - محمد بكر: مصور فوتوغرافيا - كمال مرعى: الملابس - إبراهيم الدسوقي: إكسسوار - سيد علي: ريجيسير - رضا جبران: التتر |

## وصلات خارجية
- مقالات تستعمل روابط فنية بلا صلة مع ويكي بيانات